# Provincia di Ben Tre
Ben Tre (vietnamita:  Bến Tre) è una provincia del Vietnam, della regione del Delta del Mekong.
Occupa una superficie di 2360,2 km² e ha una popolazione di 1.360.300 abitanti.
La capitale provinciale è Bến Tre.

## Distretti
Di questa provincia fanno parte i distretti:
- Ba Tri
- Bình Đại
- Châu Thành
- Chợ Lách
- Giồng Trôm
- Mỏ Cày
- Thạnh Phú

Bến Tre fa municipalità autonoma.

## Geografia fisica
La provincia di Bến Tre è collocata fra i due rami del fiume Tiền Giang River, a sua volta uno dei due maggiori affluenti del Mekong. Il confine settentrionale della provincia è delimitato dal corso principale del Tiền Giang, mentre a meridione il ramo più largo del Tiền Giang, i due rami del fiume si separano poco a nord della provincia di Bến Tre, la provincia è attraversata da altri due rami secondari del fiume.
Il territorio è attraversato da un ampio numero di fiumi minori e canali, l'abbondanza di irrigazione fa sì che la provincia sia una delle maggiori zone di produzione di riso, nel contempo rende il territorio soggetto a frequenti allagamenti.